# Padang Harapan
Padang Harapan is een bestuurslaag in het regentschap Bengkulu van de provincie Bengkulu, Indonesië. Padang Harapan telt 5027 inwoners (volkstelling 2010).